# Werner Rosenbaum
Werner Rosenbaum (1927. július 23. – 2008. július 27.) olimpiai bronzérmes német gyeplabdázó.

## Pályafutása
A német válogatott tagjaként részt vett az 1952-es helsinki olimpián. 1956-ban Melbourne-ben az Egyesült Német Csapat tagjaként indult és bronzérmet szerzett a válogatottal. Összesen 43 alkalommal szerepelt a nyugatnémet válogatottban.

## Sikerei, díjai
- Olimpiai játékok
  - bronzérmes: 1956, Melbourne